# Атрашкевич, Елена Викторовна (композитор)
Елена Викторовна Атрашкевич ((бел. Алена Віктараўна Атрашкевіч; 1966, Борисов) — советский и белорусский композитор, музыкальный педагог. Председатель Белорусского союза композиторов (с 2019 года).
Училась в Средней специальной музыкальной школе при Белорусской консерватории и Ленинградской консерватории (окончила в 1989 году).
Много лет преподавала в Молодечненском государственном музыкальном училище им. М. К. Огинского. Преподаватель Минского государственного колледжа искусств.
С 2019 года — председатель правления Белорусского союза композиторов.

## Награды
- человек года Минщины (2015)
- премия Ліра (лучший автор музыки) (2017)[3]
- медаль Франциска Скорины (2017)[4]
- премия «Звёзды Содружества» (2025)[5]

## Семья
Замужем, двое детей. Сестра — учёный в области химической переработки древесины, профессор БГТУ Наталья Викторовна Чёрная.